# Alliance Data
Alliance Data Systems Corporation, (NYSE: ADS), är en amerikansk programvaru– och marknadsföringsföretag som specialiserar sig på att både att utveckla, tillverka och leverera programvarulösningar för kundbaserade företag när det gäller bonus– och andra lojalitetsprogram och mer ren marknadsföring där de bland annat använder sig av direktreklam–, reklam via mail, webbutveckling, rådgivning och andra marknadsföringstjänster åt sina företagskunder.